# Heilig Geist (Pullach im Isartal)
ΠΠΠ

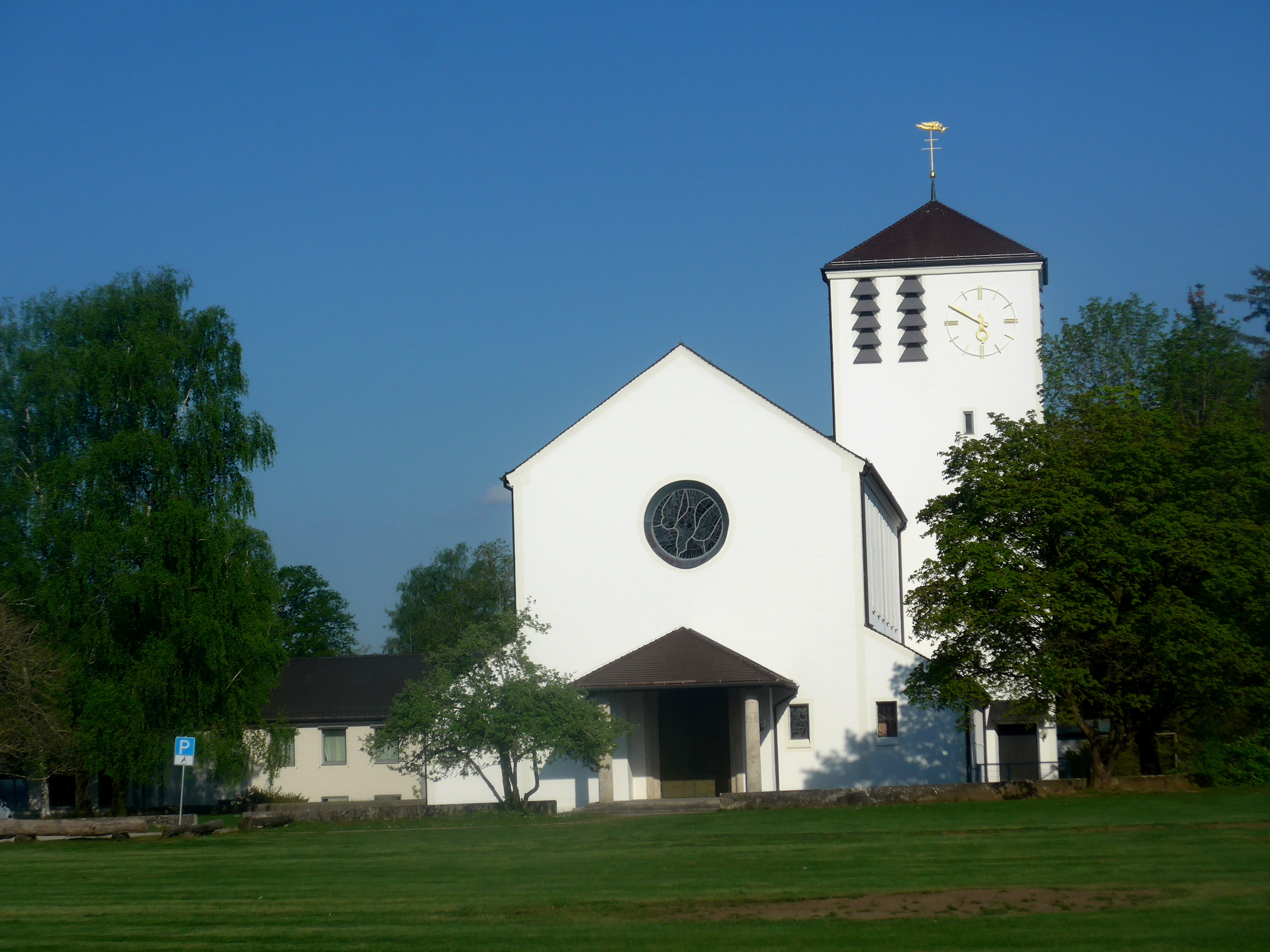
Heilg Geist in Pullach i. Isartal an der Parkstraße

Heilig Geist an der Parkstraße ist die katholische Pfarrkirche von Pullach i. Isartal. Sie gehört zum Pfarrverband Pullach-Großhesselohe und zum Dekanat München-Forstenried. Errichtet wurde sie 1955–56 nach den Plänen des Architekten Georg Buchner.

## Geschichte
Wegen der angewachsenen Gemeinde beschloss man bereits vor dem Zweiten Weltkrieg anstelle der kleinen spätgotischen Alten Kirche Heilig Geist im Ortskern am Isarhochufer den Bau einer neuen Kirche, der nach dem Zweiten Weltkrieg auf dem von der Pullacher Familie Seitner gestifteten Grundstück an der Parkstraße erfolgte. Eingeweiht wurde sie 1956 von Kardinal Joseph Wendel ungefähr ein Jahr nach Baubeginn. Restaurierungen folgten 1999, 2008 und 2016.

## Bauwerk

### Gesamtanlage

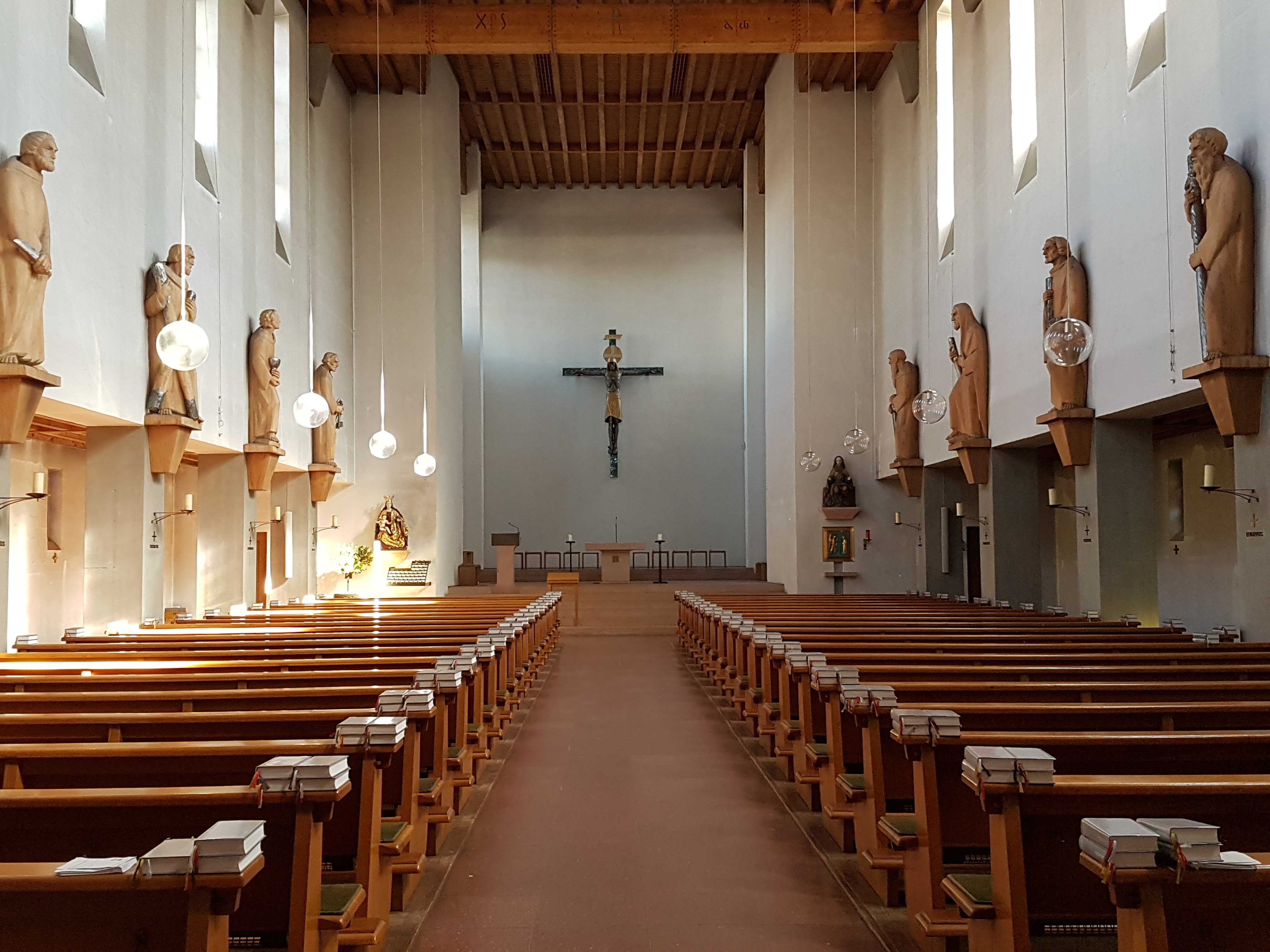
Innenraum

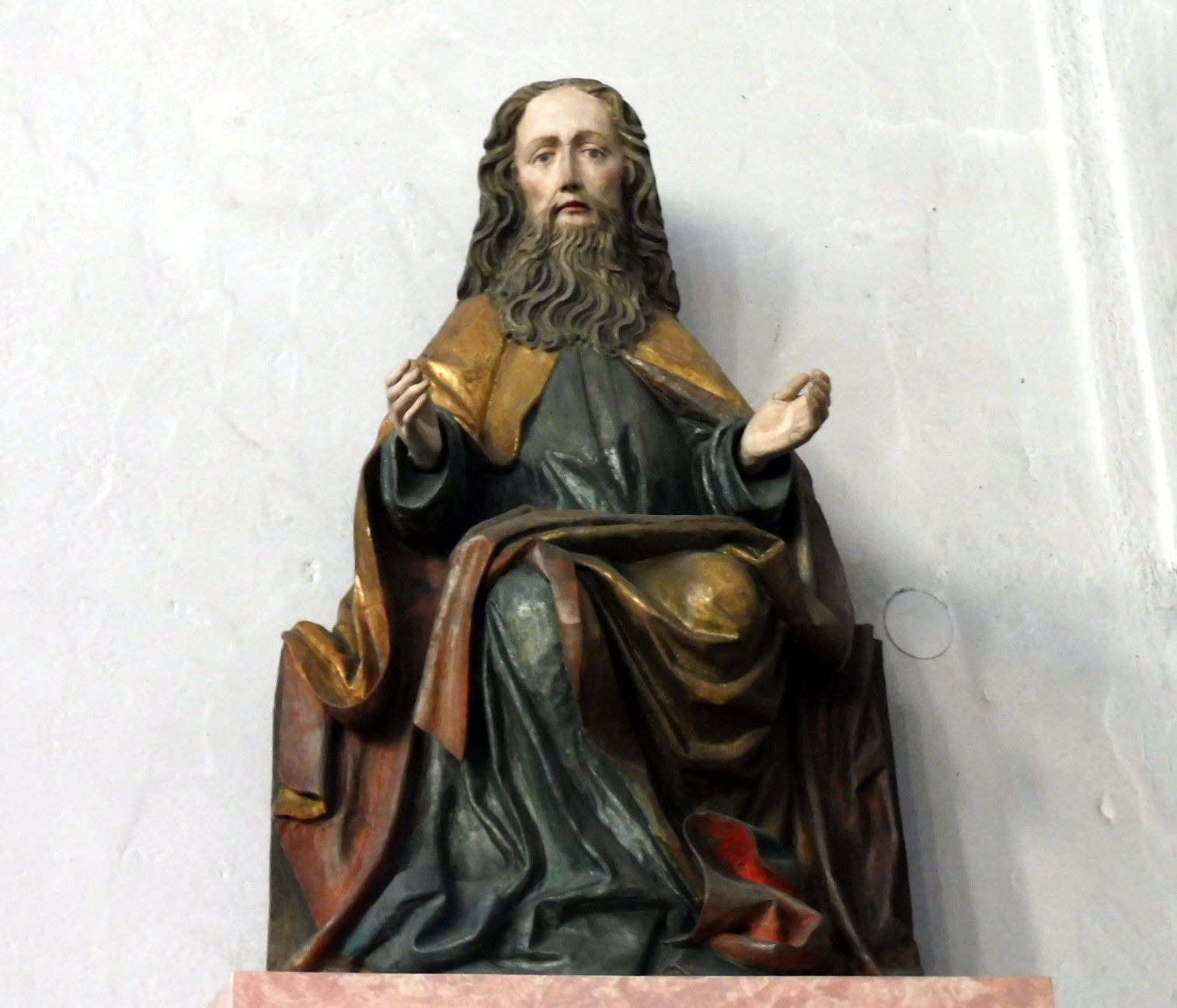
Gott Vater (spätgotisch)

Die Kirche verbindet historisierende Elemente mit Architekturvorstellungen der Moderne. Der langgestreckte, nach Osten ausgerichtete Bau in Weiß ist im basilikalen Stil errichtet. Ein hohes breites Mittelschiff mit Satteldach und niedrige schmale Seitenschiffe mit Pultdächern bilden das Langhaus. Ihm ist im Osten ein rechteckiger eingezogener Chor vorgesetzt. Angegliedert erhebt sich zwischen Langhaus und Chor im Südosten ein massiver 26 m hoher Glockenturm mit Pyramidendach, in dem die Sakristei untergebracht ist, im Nordosten befindet sich im rechten Winkel zum Chor die in den 60er Jahren angebaute und 2008 neu gestaltete Sebastianskapelle (vormals Werktagskapelle) mit Pfarrzentrum. In das Innere der Kirche gelangt man vom Westen durch einen offenen von schlanken Rundstützen getragenen Vorbau mit Walmdach und das bronzene hohe Hauptportal der Kirche.

### Innenraum

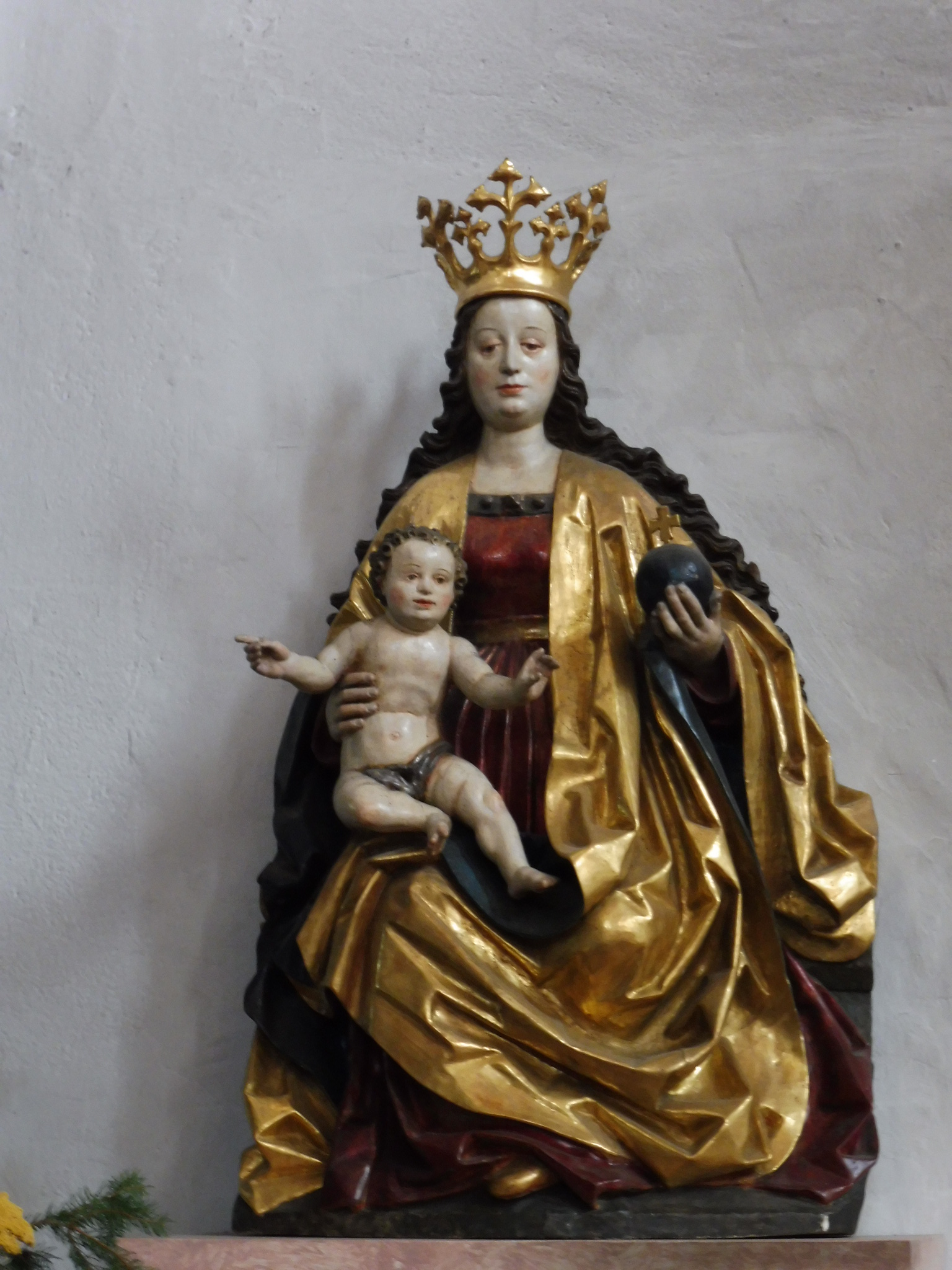
Maria mit Jesuskind (spätgotisch)

Nach einer schmalen Vorhalle öffnet sich der dreischiffige Kirchenraum. Licht erhält er durch hohe schmale rechteckige Fenster in den Hochwänden des Mittelschiffs (12) und durch die farbigen Glasfenster (14) der Seitenschiffe sowie durch die große Fensterrosette mit der herabschwebenden Heilig-Geist-Taube in der Westfassade. Die Chorapsis mit der Altarzone wird gleichsam unauffällig beleuchtet, da die schmalen Fensterschlitze (1×3 und 2×2) versteckt in Nischen an den Seitenwänden angebracht sind. Die Raumwirkung ist schlicht und klar. Vor dem monumentalen Altarkruzifix befindet sich in dem um mehrere Stufen erhöhten Chorraum der Altar. Im Vorgriff auf die Liturgiereform des Zweiten Vatikanischen Konzils wurde er als Volksaltar so eingerichtet, dass die Eucharistie von Anfang an zur Gemeinde hin versus populum gefeiert wurde. Davor erstrecken sich der Raum für die Kirchengemeinde mit Mittelgang zwischen den Bankblöcken des Kirchengestühls und die Seitenschiffe, abgetrennt vom Hauptschiff durch Stützpfeiler aus nüchternem Beton, scheinbar zu Gängen reduziert, wären da nicht noch die Buntglasfenster mit den 14 Kreuzwegstationen. Die Orgelempore im Westen ist über dem Eingangsbereich in den Innenraum gezogen. Flachdecken aus Holz, im Mittelschiff mit zusätzlichen horizontalen Holzbalken, überspannen den Raum. Sie unterstreichen den Eindruck der Geschlossenheit.

### Ausstattung

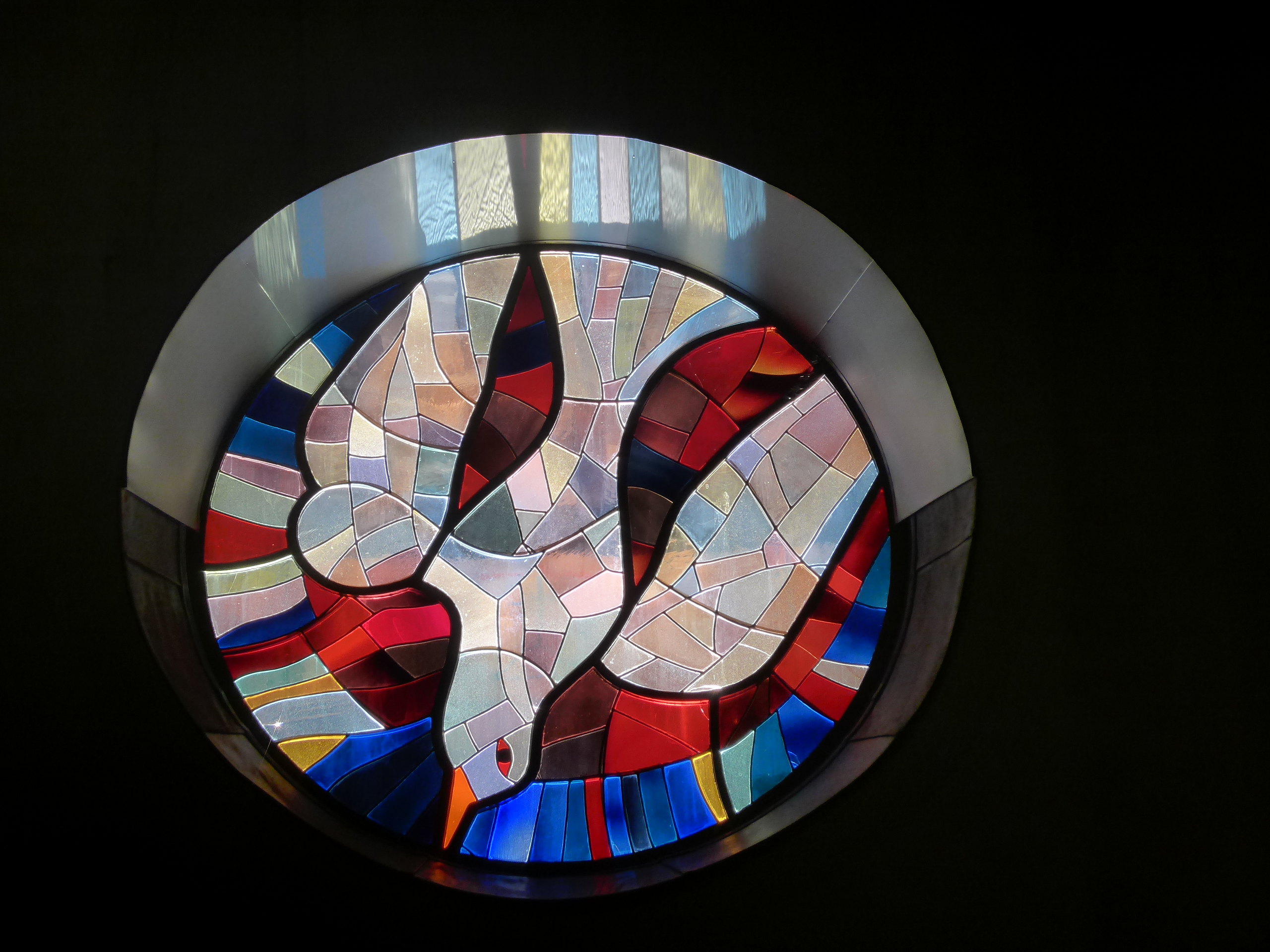
Heilig-Geist Rosette (Nachtaufnahme)

Die künstlerische Ausstattung ist der Bauzeit entsprechend zurückhaltend. Teils stammt sie von zeitgenössischen Bildhauern, teils aus dem Bestand der Alten Kirche. Raumprägend ist das monumentale romanisierende Triumphkreuz an der Altarwand im Chorraum, es zeigt einen Christus, der Schmerz und Tod überwunden hat und den Eintretenden aufrecht mit weit ausgebreiteten Armen empfängt. Die Skulptur ist teils vergoldet, teils bronzefarben an einem in Türkis gefasstem Kreuz. Geschaffen wurde das Werk von dem ortsansässigen Künstler Peter Moser (1903–1989). Von ihm stammt auch der Tabernakel an dem rechten Wandeckpfeiler des Chores mit dem vergoldeten Mariä Verkündigungsrelief und der Inschrift CARO FACTUM aus dem Johannesevangelium auf türkisfarbenem Email-Untergrund in Farbenharmonie mit dem Altarkreuz. Über dem Tabernakel thront eine spätgotische farbig gefasste Holzskulptur Gott Vater als Greis mit ausgebreiteten Armen. Nach Norbert Lieb wurde sie um 1500 von einem Künstler geschaffen, der Erasmus Grasser nahestand, und war Teil eines sogenannten Gnadenstuhls. An die Stelle des verlorenen gekreuzigten Christus in Händen Gottvaters ist hier der moderne Tabernakel getreten, in dem in konsekrierten Hostien nach katholischer Lehre Jesus Christus gegenwärtig ist. Der ursprüngliche Altar darunter wurde im Rahmen der Liturgiereform zurückgebaut.
Gegenüber an dem linken Wandeckpfeiler befindet sich die Figurengruppe Maria mit dem Jesusknaben aus dem frühen 16. Jahrhundert. Sie wurde wie die Gottvaterskulptur aus der Alten Kirche Heilig Geist übernommen. Die überlebensgroßen Apostelfiguren aus naturbelassenem Holz an den beiden Hochwänden des Mittelschiffs, die Bürger der Gemeinde stifteten, schuf Rudolf Rotter 1962 bis 1972, ein ebenso ortsansässiger Künstler. Seine geschnitzten Skulpturen strukturieren die weißen Obergaden, die mittlerweile erfolgte bronzefarbene Fassung der Attribute der Apostel bewirkt eine harmonische farbliche Verbindung zum Altarkreuz.

### Christliche Symbole
In den sieben mächtigen Querbalken der Holzflachdecke des Mittelschiffs sind auf Vorder- und Rückseite je drei Zeichen, insgesamt 42, eingeritzt. Übersetzt in Worte ist die variationsreiche Zusammenstellung der Symbole eine Gottesanrufung, gleichsam ein Jesusgebet. Die Sprache der Bildsymbole ist verständlich; entziffert man die Schriftzeichen als griechische Buchstaben, lassen sich auch die Abkürzungen enträtseln (Auswahl):
- Die Abkürzung IHS[8] innerhalb des Kreises, dem Zeichen für den unendlichen Gott ohne Anfang und Ende, steht für den Namen Jesus. Sie ist bereits im frühen Christentum als geheimes Erkennungszeichen im Gebrauch[9].
- XPS und XP[10] sind ein Kürzel für den griechischen Begriff XPIΣTOΣ für Christus.
- Die Taube über drei Flammenzeichen gilt als Sinnzeichen des Hl. Geistes (Mt 3,16; Apg 2,3).
- Die drei verbundenen Kreissegmente verweisen in Verbindung mit dem Kreis auf die christliche Vorstellung des dreieinigen und dreifaltigen Gottes.
- Der siebenarmige Leuchter, die Menora, verweist auf die Wurzel des Christentums in der jüdischen Religion und erinnert daran, dass Jesus in seinem irdischen Leben Jude war.
- Das Christusmonogramm bzw. Konstantinische Kreuz[11] aus den übereinander geschriebenen Buchstaben XP[12] (siehe oben) ist flankiert von A und Ω (A und ω), Alpha und Omega. Letztere verweisen als erster und letzter Buchstabe des griechischen Alphabets auf die Aussage Christi (Offenbarung 22,13) Ich bin das Alpha und das Omega-EΓΩ TO ALΦA KAI TO ΩMEΓA.
- IC XC NI KA als Um-schrift des Kreuzes ist die Abkürzung für IHCOYC XPICTOC NIKA-Jesus Christus siegt[13].
- Die beiden griechischen Worte ΦωC und ZωH sind in Kreuzesform angeordnet, in der Vertikalen ΦωC–das Licht, in der Horizontalen ZωH–das Leben. Sie finden sich im Prolog des Johannesevangeliums In ihm war Leben und das Leben war das Licht der Menschen–EN AYTΩI ZΩH HN KAI H ZΩH HN TO ΦΩC TΩN ANΘPΩΠΩN[14].
- Die griechischen Buchstaben I X Θ Y C, kreisförmig um das Christusmonogramm XP angeordnet, lassen sich als die Anfangsbuchstaben der Gottesaussage Jesus, Christus, Gottessohn, Retter–IHCOYC, XPICTOC, ΘΕΟΥ ΥΙΟC, COTHP entschlüsseln. Zusammengelesen ergeben sie das griechische Wort für FISCH–IXΘYC[15]. Sowohl die IXΘYC Inschrift als auch der Fisch in Form einer Zeichnung als Ausweis eines Getauften (Mt. 13,47-49; Lk. 5,10) finden sich bereits in der frühchristlichen Grabeskunst wie IHS und XP.
- Das kunstvolle Monogramm mit dem Kontraktionszeichen darüber und den Buchstaben M und A zwischen I und R ist der Name Mariens, der Mutter Jesu.

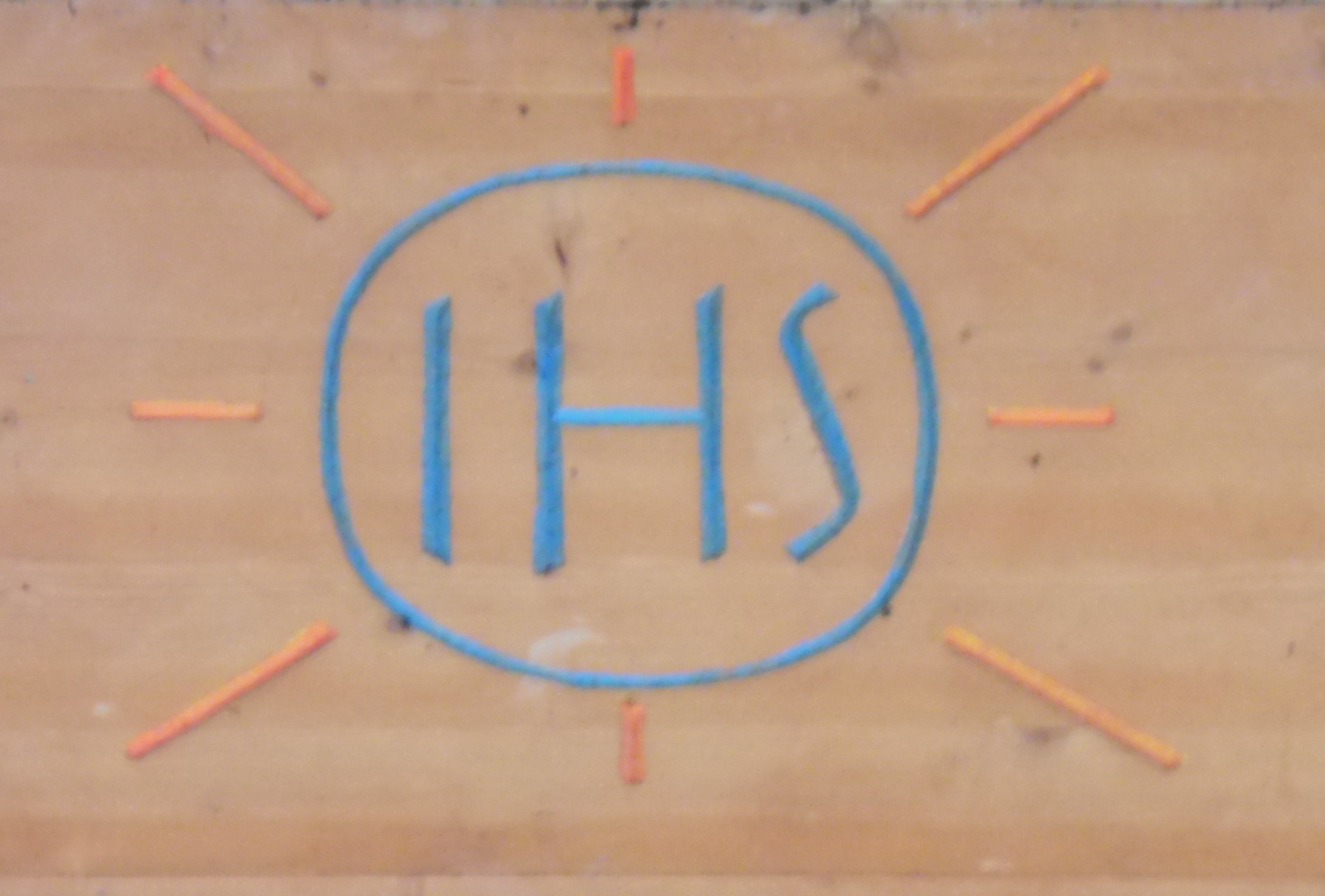
IHS
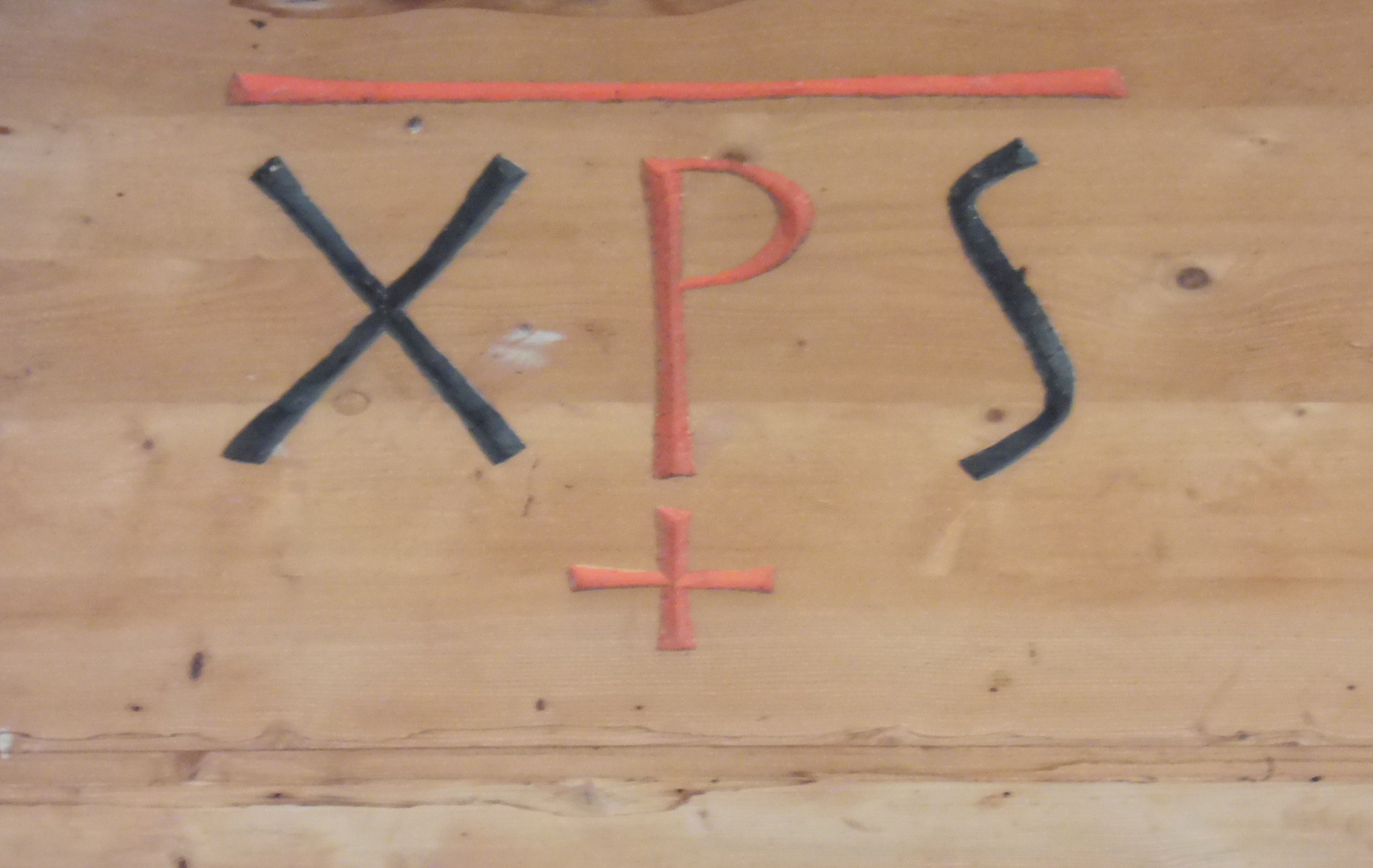
XPS
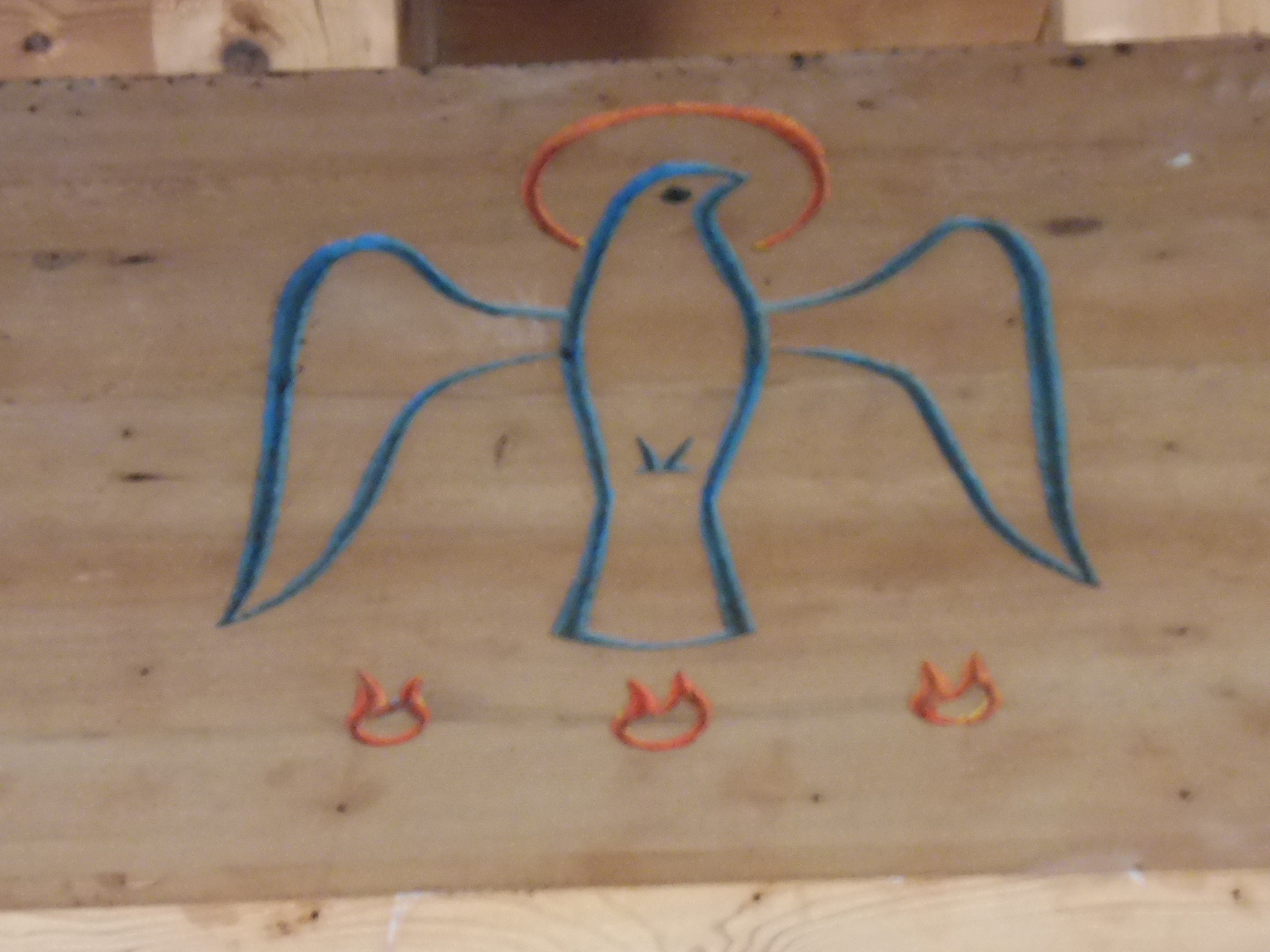
Heilig-Geist-Taube
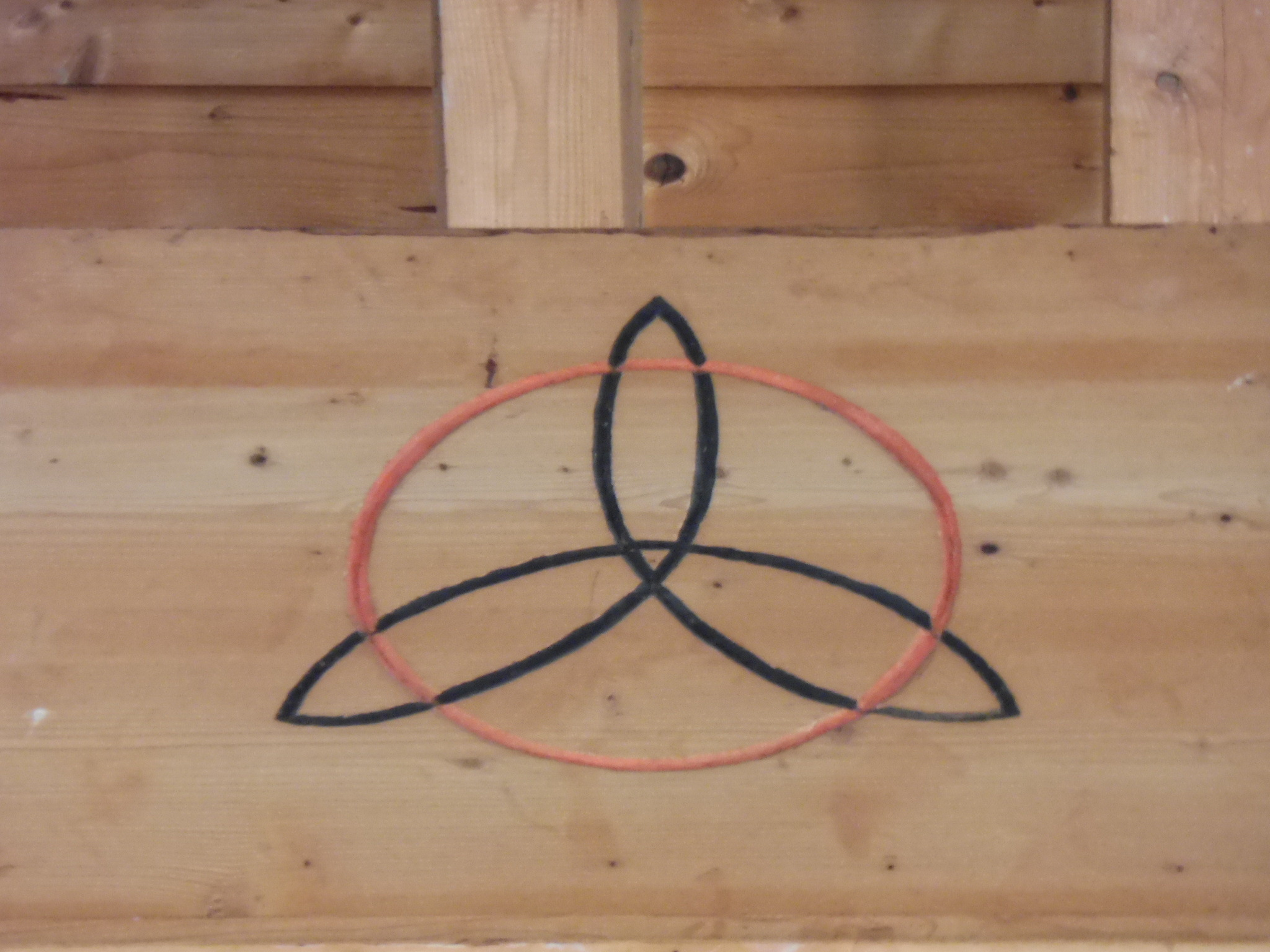
Symbol für Trinität
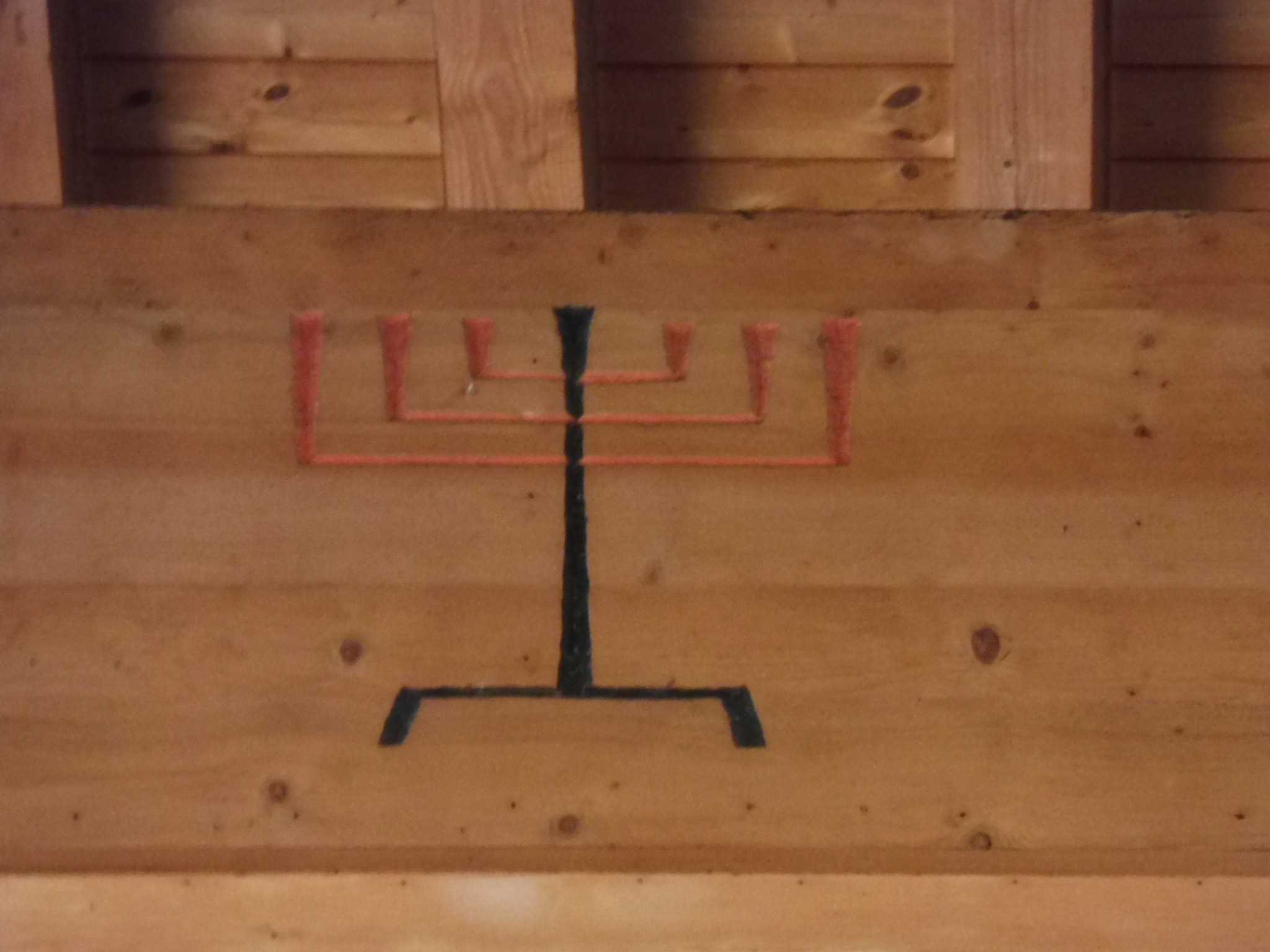
Menora
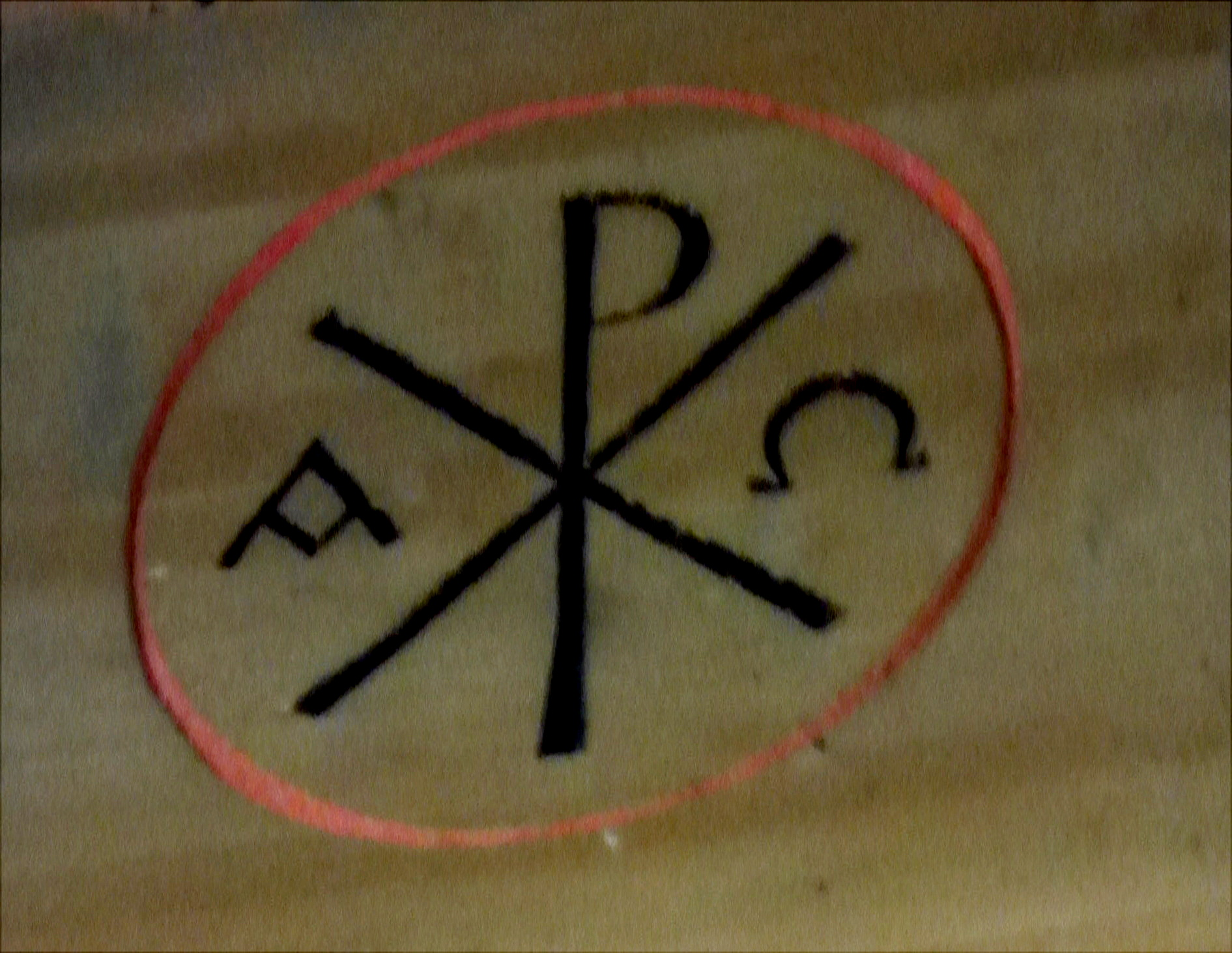
Alpha und Omega mit Konstantinischem Kreuz
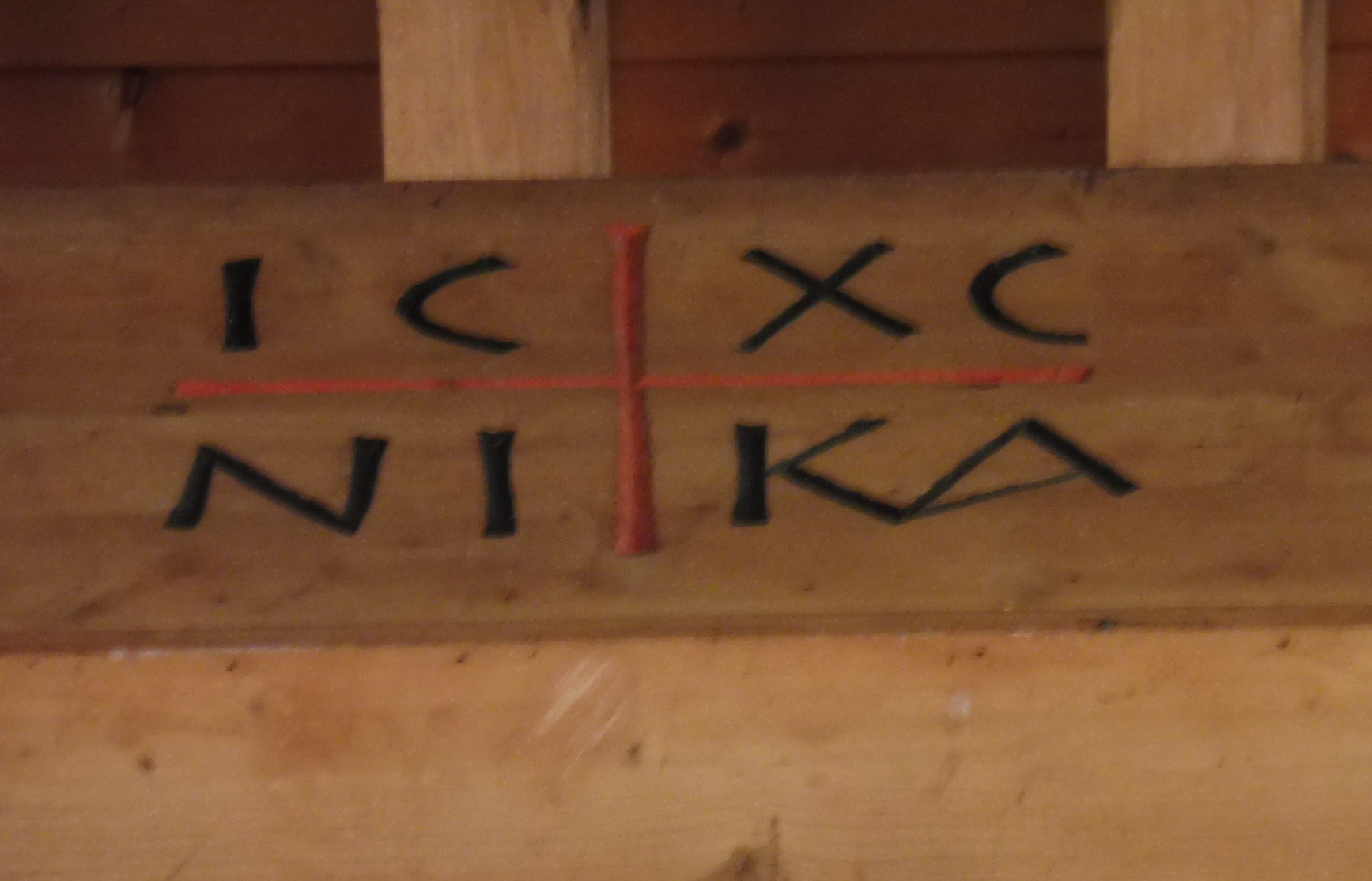
IC XC NI KA
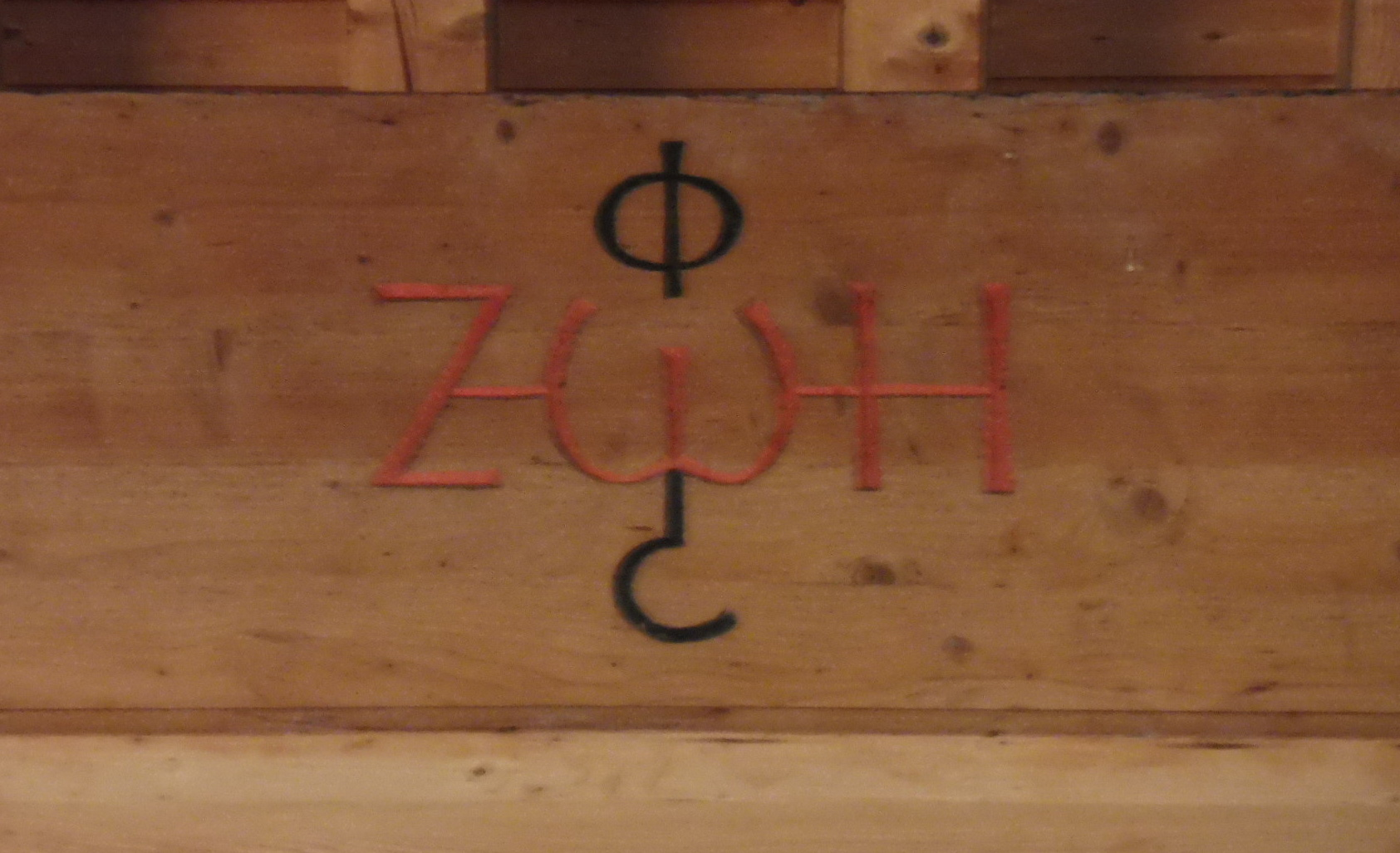
ZΩH und  ΦΩC
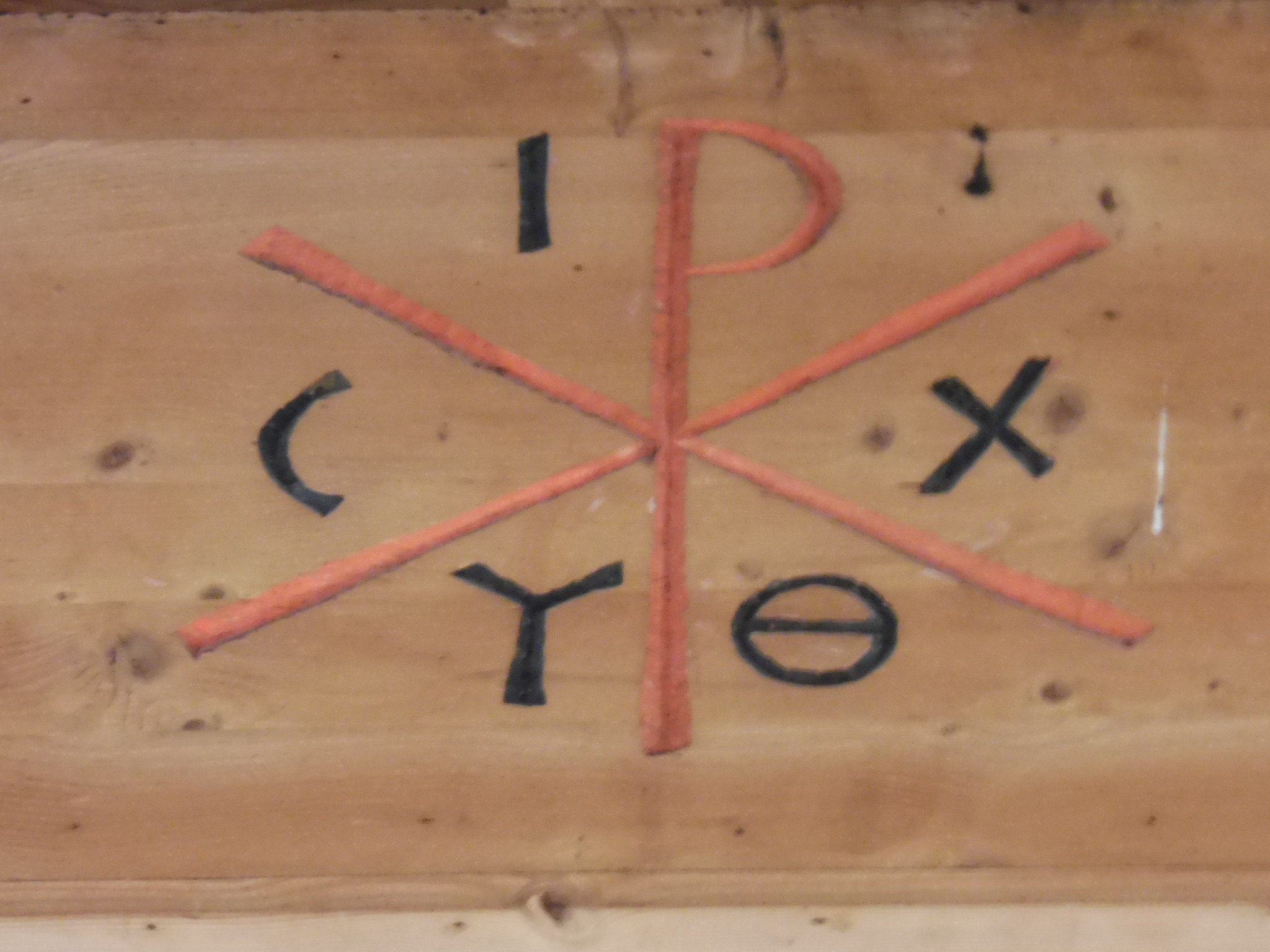
I  X  Θ  Y  C
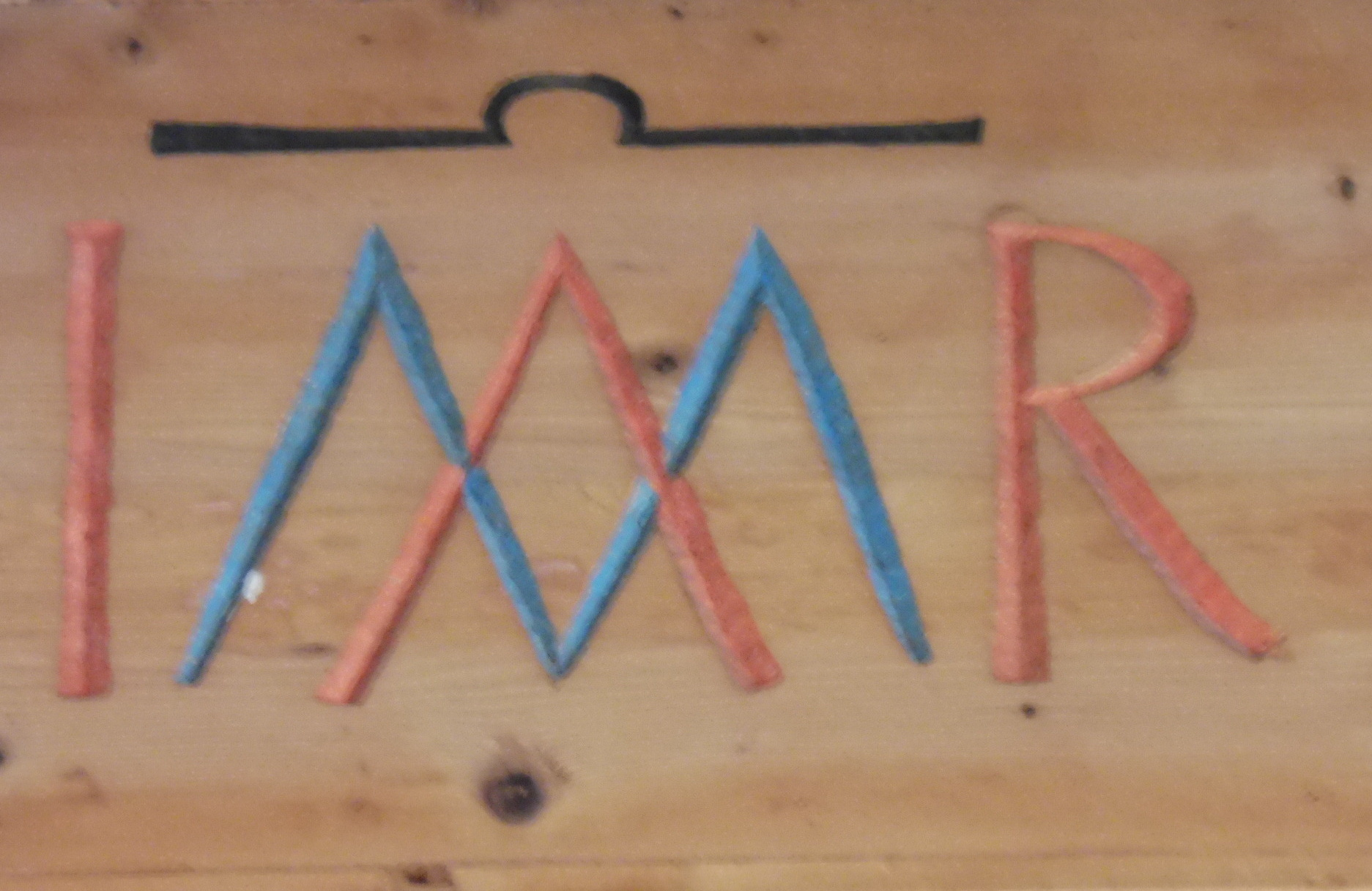
Marienmonogramm

## Orgel

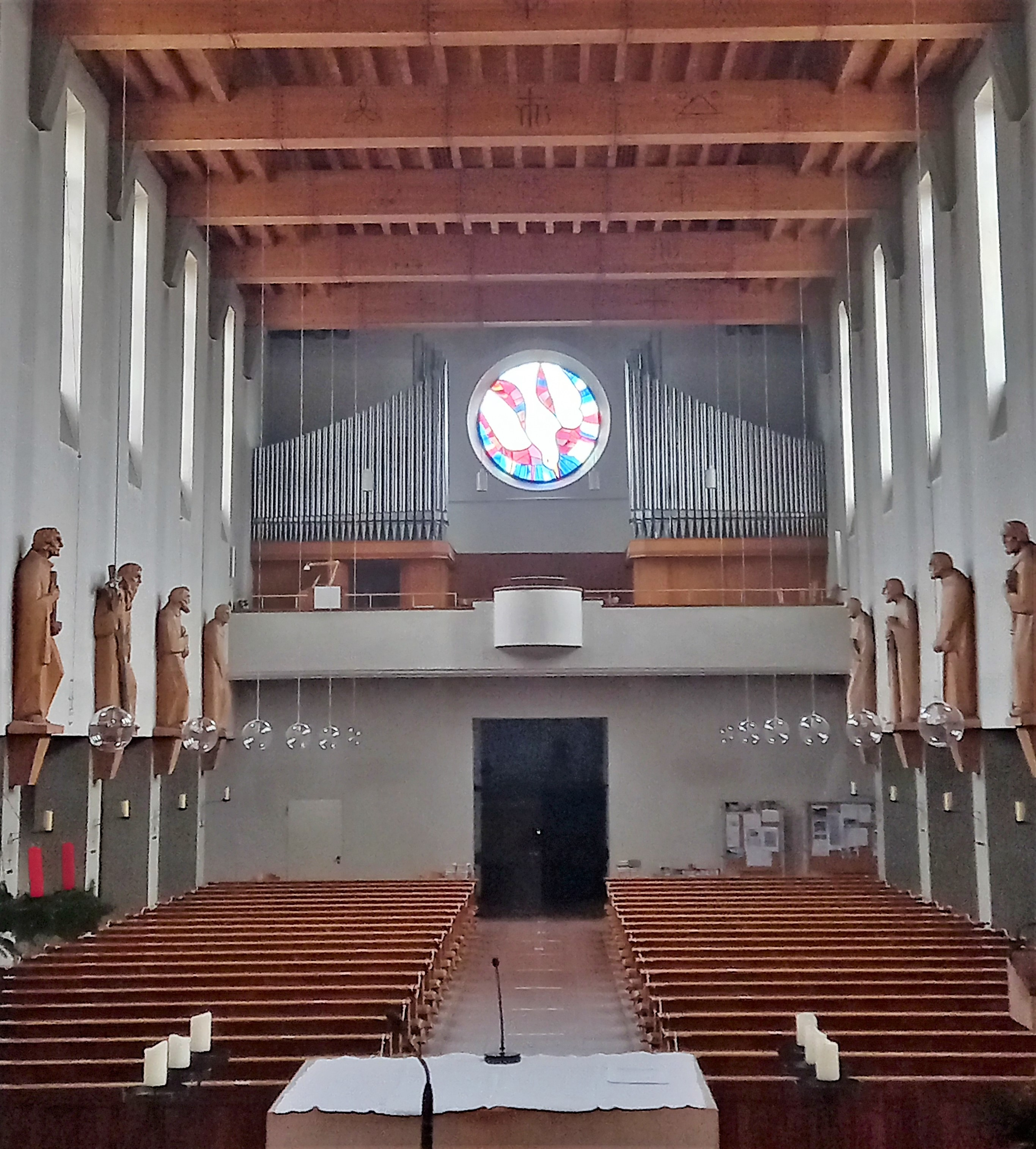
Orgel

Die Orgel wurde um 1962 von Wilhelm Stöberl in München und Franz Wappmannsberger in Prien gebaut. Sie hat 27 Register, zwei Manuale und ein Pedal. Die Disposition lautet:
| I Hauptwerk |     |
| Quintade    | 16′ |
| Principal   | 8′  |
| Gedackt     | 8′  |
| Spitzflöte  | 8′  |
| Oktav       | 4′  |
| Rohrflöte   | 4′  |
| Nachthorn   | 2′  |
| Mixtur V–VI | 2′  |
| Trompete    | 8′  |

| II Schwellwerk  |       |
| Holzflöte       | 8′    |
| Dulzgedackt     | 8′    |
| Weidenpfeife    | 8′    |
| Ital. Prinzipal | 4′    |
| Blockflöte      | 4′    |
| Gemshorn        | 4′    |
| Nasat           | 2 ⁄3′ |
| Kleinoktave     | 2′    |
| Larigot II      | 1 ⁄3′ |
| Scharf III–IV   | 1′    |
| Engl. Horn      | 8′    |

| Pedal        |       |
| Prinzipalbaß | 16′   |
| Subbaß       | 16′   |
| Oktavbaß     | 8′    |
| Pommer       | 8′    |
| Choralflöte  | 4′    |
| Rauschpfeife | 2 ⁄3′ |
| Bombarde     | 16′   |

- Koppeln: II/I, I/P, II/P
- Spielhilfen: Walze, 2 freie Kombinationen, Zungenabsteller, Pianopedal
- Bemerkungen: Kegelladen, elektropneumatische Spiel- und Registertraktur

### Glocken
Die vier Bronzeglocken wurden 1956 von Abt Sigisbert Mitterer von Schäftlarn eingeweiht. Ihr vierstimmiges Vollgeläut intoniert das Motiv des Salve Regina.

## Sebastianskapelle

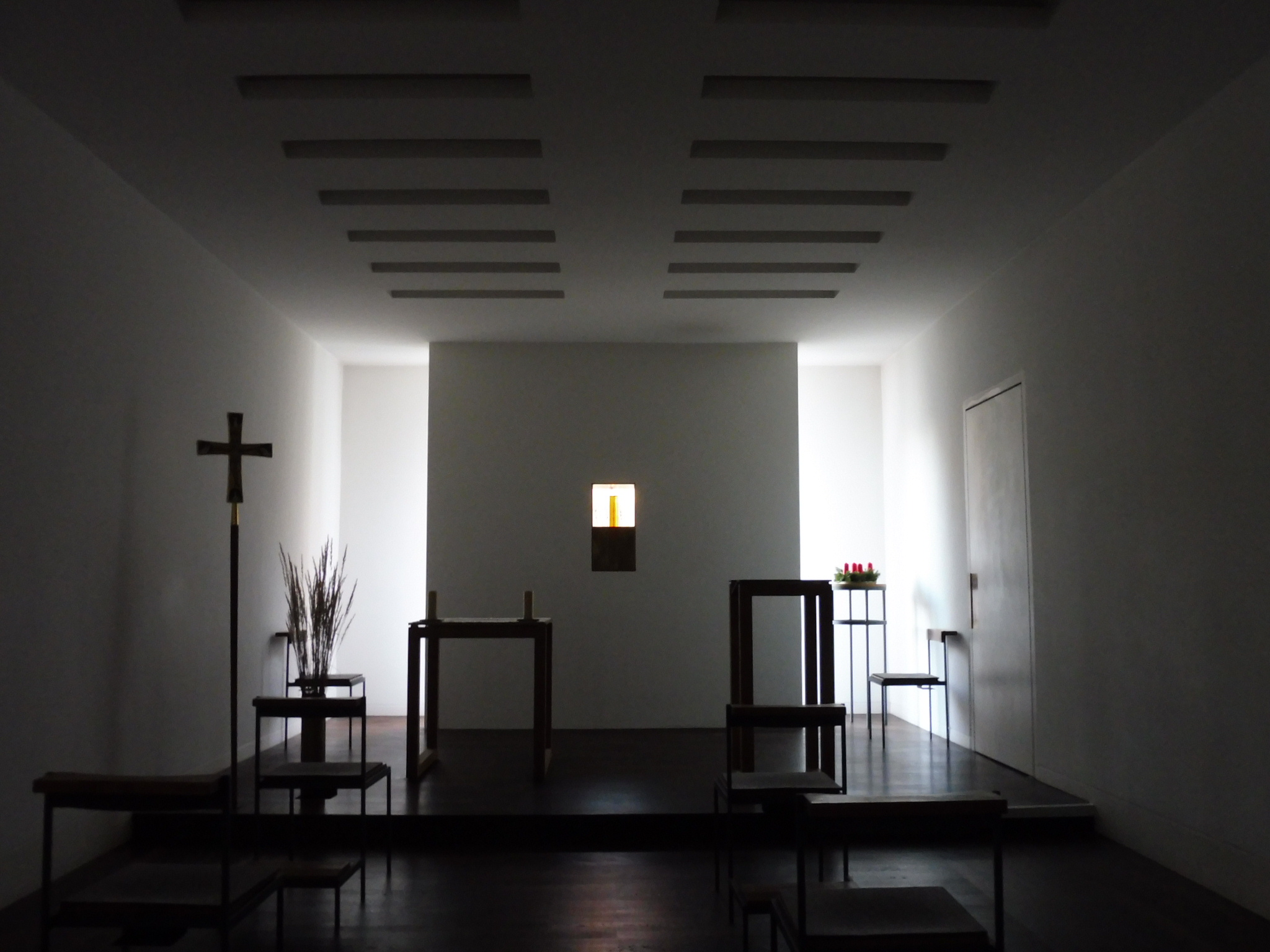
Sebastianskapelle

2008 wurde bei der Sanierung, Modernisierung und Neugestaltung des in den 60er Jahren unter Mitarbeit von Gemeindemitgliedern errichteten Pfarrzentrums mit Kapelle aus der sogenannten Werktagskapelle die Sebastianskapelle. Architekten waren Silvia Braun und Andreas Holzapfel. Wie man bei der Neugestaltung des Pfarrzentrums an Gestaltungselemente der Kirche wie das Walmdach des Eingangsportals anknüpfte, so zeigt auch die neu gestaltete Kapelle architektonische Akzente, die mit dem über 50 Jahre vorher entstandenen Kirchenbau korrespondieren. Es entstand ein intimer konzentrierter Kapellenraum. In dem fensterlos erscheinenden Raum lenkt indirekte Lichtführung durch natürliche und künstliche Lichtquellen im Altarraum und in der Decke des Sakralraums den Blick auf die weiße Tabernakel-Wand und das Ewige Licht in der Mitte mit dem goldfarbenen Tabernakel darunter. Das gläserne Gehäuse, in dem das Ewige Licht bernsteinfarben leuchtet, weitet den Blick aber auch nach draußen auf die Natur durch den quadratischen Ausschnitt des ansonsten verdeckten Ostfensters und verbindet den Beter mit der Außenwelt. Zurückhaltend vervollständigen Altar, Ambo und Kirchengestühl in minimalistischer Gestaltung den Raum neben einem goldfarbenen Vortragekreuz mit den Evangelisten-Symbolen in Email und einer barocken Schnitzfigur des Hl. Sebastian.

## Pfarrer
- Karl Wagner 1944–1973
- Ewald Schmidt 1973–1977
- Johannes Güngerich 1978–2000
- Stefan Füger 2000–2012
- Wolfgang Fluck ab 2012